# Макинтош, Трой
Трой Макинтош (англ. Troy McIntosh; род. 29 марта 1973) — багамский легкоатлет, специалист по бегу на короткие дистанции. Выступал на профессиональном уровне в 1990—2007 годах, обладатель бронзовой медали Олимпийских игр в Сиднее, чемпион мира, бронзовый призёр Игр доброй воли и Игр Содружества, победитель Центральноамериканских и Карибских игр.

## Биография
Трой Макинтош родился 29 марта 1973 года.
Занимался лёгкой атлетикой во время учёбы в Университете Моргана, в составе университетской легкоатлетической команды Morgan State Bears успешно выступал на различных студенческих соревнованиях в США.
Впервые заявил о себе на международном уровне в сезоне 1990 года, когда вошёл в состав багамской сборной и выступил на юниорском первенстве Центральной Америки и Карибского бассейна в Гаване, где занял третье место в эстафете 4×100 метров и четвёртое место в эстафете 4×400 метров.
В 1995 году бежал 400 метров и эстафету 4×400 метров на чемпионате мира в Гётеборге.
Благодаря череде успешных выступлений в 1996 году удостоился права защищать честь страны на летних Олимпийских играх в Атланте — в индивидуальном беге на 400 метров не смог пройти дальше предварительного квалификационного этапа, тогда как в финале эстафеты 4×400 метров вместе с соотечественниками показал седьмой результат.
В 1997 году в дисциплине 400 метров дошёл до полуфинала на чемпионате мира в помещении в Париже.
В 1998 году выиграл 400 метров на Центральноамериканских и Карибских играх в Маракайбо. На Кубке мира в Йоханнесбурге стал третьим в 400-метровом беге и в эстафете 4×400 метров. Принимал участие в Играх Содружества в Куала-Лумпуре.
В 1999 году в дисциплине 400 метров с рекордом Багамских Островом 46,05 финишировал четвёртым на чемпионате мира в помещении в Маэбаси, был шестым на Панамериканских играх в Виннипеге. На чемпионате мира в Севилье занял шестое место в эстафете 4×400 метров.
На Олимпийских играх 2000 года в Сиднее в беге на 400 метров не смог пройти дальше предварительного квалификационного этапа, а в эстафете 4×400 метров показал четвёртый результат (впоследствии в связи с допинговой дисквалификацией американца Антонио Петтигрю и аннулированием результатов победившей американской команды поднялся в итоговом протоколе до третьей позиции).
В 2001 году стартовал на чемпионате мира в помещении в Лиссабоне. На чемпионате мира в Эдмонтоне багамцы изначально стали вторыми в эстафете 4×400 метров, но затем в связи с аннулированием результатов команды США были провозглашены чемпионами. В той же дисциплине Макинтош выиграл бронзовую медаль на Играх доброй воли в Брисбене.
В 2002 году в эстафете 4×400 метров взял бронзу на Играх Содружества в Манчестере.
В 2003 году участвовал в чемпионате мира в помещении в Бирмингеме, бежал 200 метров на Панамериканских играх в Санто-Доминго.
В 2004 году отметился выступлением на чемпионате мира в помещении в Будапеште.
В 2005 году в эстафете 4×400 метров получил серебро на чемпионате мира в Хельсинки (стартовал только на предварительном квалификационном этапе).
В 2006 году среди прочего принял участие в чемпионате мира в помещении в Москве и в Играх Содружества в Мельбурне.
В 2007 году в эстафете 4×100 метров занял седьмое место на Панамериканских играх в Рио-де-Жанейро. По окончании сезона завершил спортивную карьеру.